# Haiduc

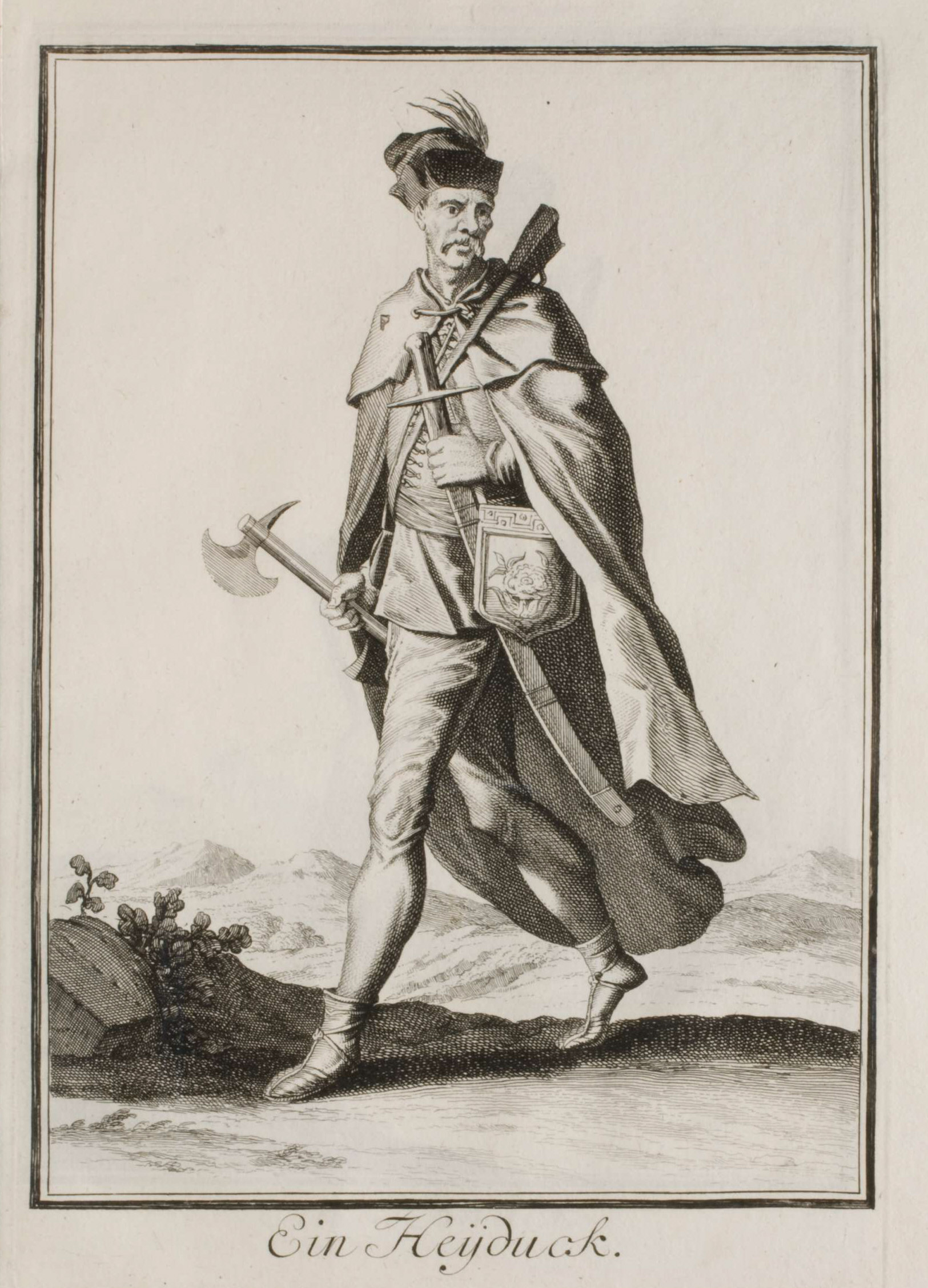
Haiduc (1703)

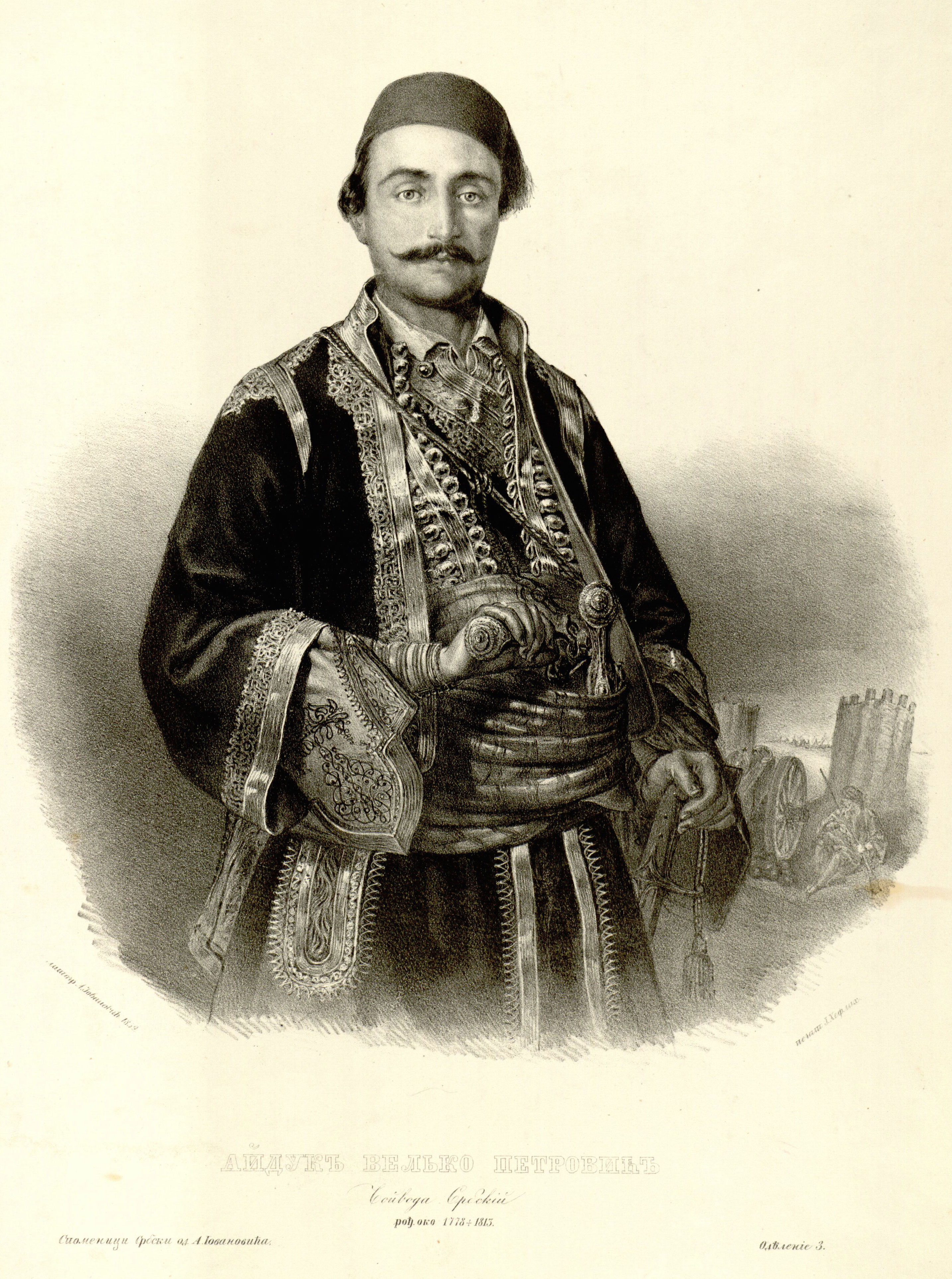
Retrat de Hajduk-Veljko, un destacat proscrit serbi que lluitava contra l'ocupació otomana durant la primera meitat del.

Un haiduc és un tipus d'infanteria irregular que es troba al centre i parts del sud-est d'Europa, des de principis del segle XVII fins a mitjans del segle xix. Tenen reputacions que van des de bandits fins a lluitadors per la llibertat, depenent del temps, el lloc i els seus enemics.
A les terres europees de l'Imperi Otomà, el terme hajduk s'utilitzava per descriure els bandits i bandolers dels Balcans, mentre que a l'Europa central per als eslaus occidentals, hongaresos, romanesos i alemanys s'utilitzava per referir-se als proscrits que protegien els cristians d'accions provocadores pels otomans. Al segle XVII es van establir fermament als Balcans otomans, a causa de l'augment dels impostos, les victòries cristianes contra els otomans i una disminució general de la seguretat. Les bandes d'haiduc comptaven principalment amb cent homes cadascuna, amb una jerarquia ferma sota un líder. Van apuntar als representants otomans i als rics, principalment turcs rics, per saqueig o càstig als otomans opressors, o venjança o una combinació de tot.
En la tradició folklòrica balcànica, l'haiduc (hajduci o haiduci en plural) és una figura d'heroi romanticitzada que roba i condueix els seus lluitadors a la batalla contra les autoritats otomanes o dels Habsburg. Són comparables al llegendari anglès Robin Hood i als seus alegres homes, que robaven als rics (que com en el cas dels haiduci també eren ocupants estrangers) i donaven als pobres, tot desafiant lleis i autoritats aparentment injustes.
Els hajduci dels segles 17, 18, i 19 eren habitualment guerrillers contra el domini otomà, ja que eren bandits i bandolers que atacaven no només en otomans i els seus representants locals, sinó també dels comerciants locals i viatgers. Com a tal, el terme també podria referir-se a qualsevol lladre i tenir una connotació negativa.

## Etimologia
L'etimologia de la paraula hajduk no està clara. Una teoria és que hajduk es va derivar de la paraula turca haidut o haydut 'bandit', que va ser usada originalment pels otomans per referir-se als soldats d'infanteria de la Commonwealth hongaresos i polonès-lituàs. Una altra teoria suggereix que la paraula prové de l'hongarès hajtó o hajdó (plural hajtók o hajdók) '(bestiar) conductor '. Aquestes dues teories no es contradiuen necessàriament perquè es diu que la paraula balcànica deriva de la paraula turca haiduk o hayduk 'bandit'.

Altres grafies en anglès inclouen ajduk, haydut, haiduk, haiduc, hayduck i hayduk.

## Militars irregulars

### Regne d'Hongria

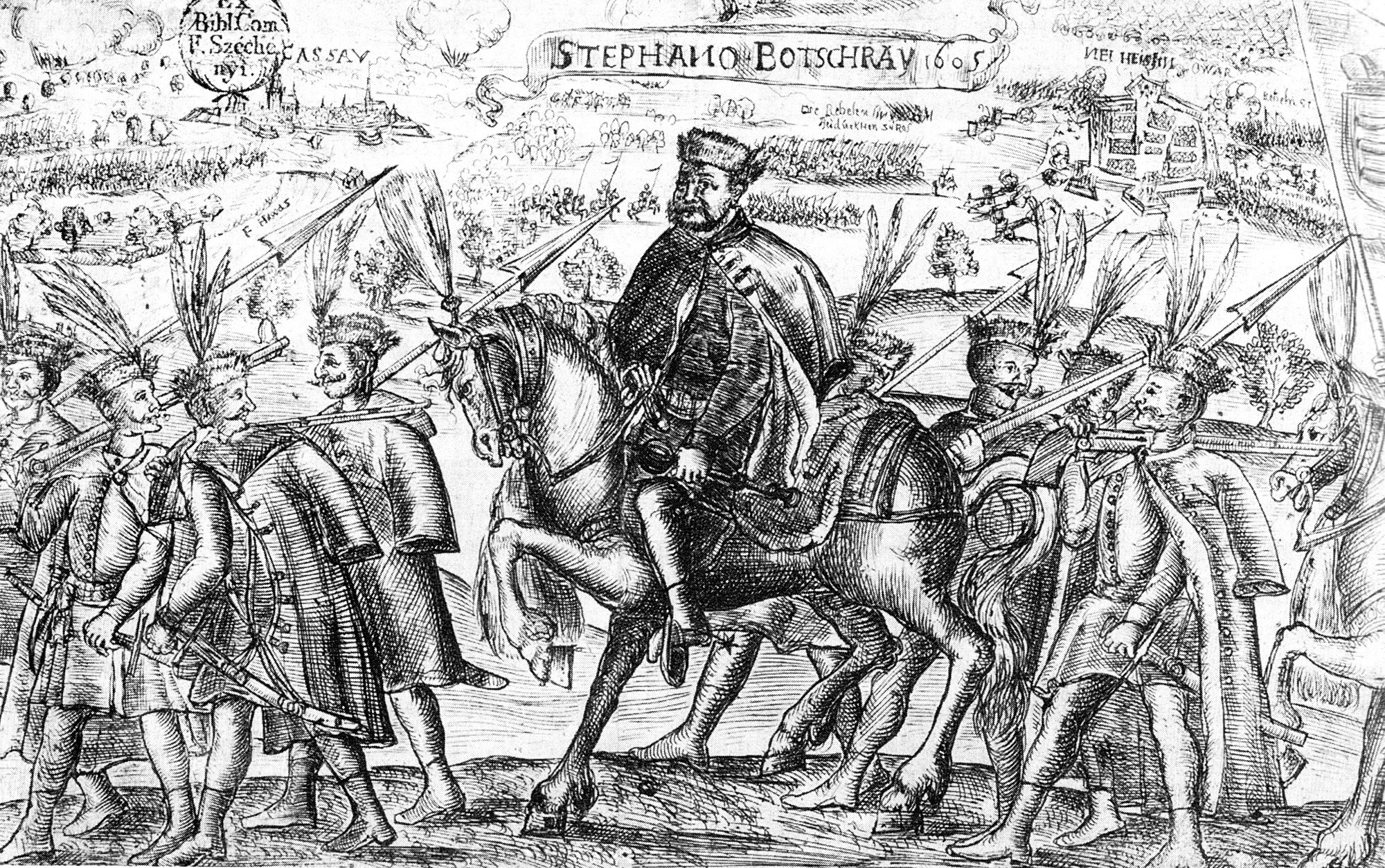
István Bocskay i els seus guerrers haiduc

En 1604 – 1606, István Bocskay, Senyor de Bihar, va conduir una insurrecció contra el Habsburg emperador, l'exèrcit havia ocupat recentment Transsilvània i començat un règim de terror. La major part de l'exèrcit de Bocskay estava compost per serfs que havien fugit de la guerra i els Habsburg cap a la conversió catòlica, o havien estat acomiadats de l'exèrcit imperial. Aquests camperols, soldats autònoms, eren coneguts com els hajduk. Com a recompensa pel seu servei, Bocskay va emancipar els haiduc de la jurisdicció dels seus senyors, els va concedir terres i els va garantir els drets de propietat i la llibertat personal. El haiduc emancipat va constituir un nou "estament guerrer" dins de la societat feudal hongaresa. Molts dels assentaments creats en aquest moment encara porten el prefix Hajdú com Hajdúbagos, Hajduboszormeny, Hajdúdorog, Hajdúhadház, Hajdúnánás, Hajdúsámson, Hajdúszoboszló, Hajdúszovát, Hajdúvid etc., i tota la zona es diu Hajdúság (Terra de l'haiduc) (veure Comtat de Hajdú).

### Mancomunitat polonesa-lituana

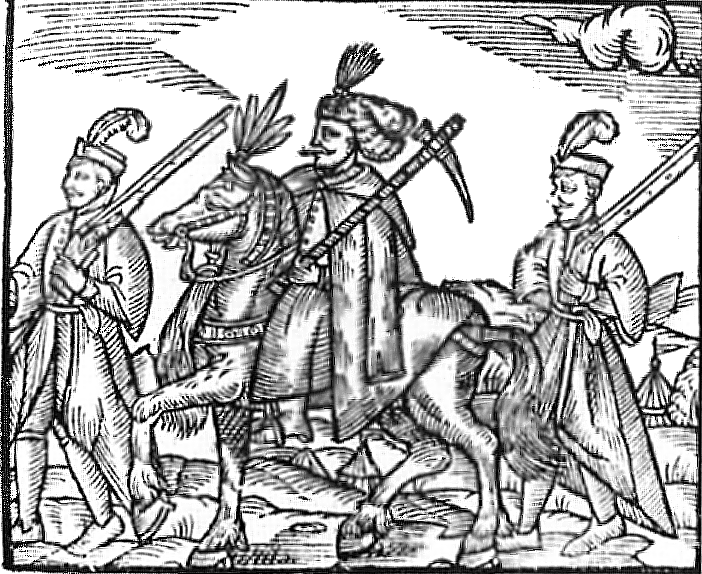
Noble polonès i dos guàrdies haiduc

La paraula hajduk va ser inicialment un terme col·loquial per a un estil d'inspiració de soldat a peu, hongarès o turco- balcànic, que va formar la columna vertebral del braç d'infanteria polonesa des de la dècada de 1570 fins aproximadament la dècada de 1630. Inusualment per a aquest període, els haiducs polonesos-lituans portaven uniformes, típicament de tela de llana gris-blava, amb coll i punys vermells. La seva arma principal era un petit calibre metxa arma de foc, conegut com un arcabús. Per al combat cos a cos també portaven una gran varietat de sabres, capaços de tallar els caps de les piques i les armes d'as enemics. Contràriament a l'opinió popular, la petita destral que sovint portaven al cinturó (que no s'ha de confondre amb l'enorme destral berdysz en forma de mitja lluna, que poques vegades portaven els haiducs) no era una arma de combat, sinó que estava destinada a tallar fusta. .
A mitjans del segle xvii, la infanteria d'estil haiduc va passar de moda en gran part a Polònia i Lituània, i va ser substituïda per la infanteria armada amb mosquetes d'estil occidental. Tanmateix, els comandants o hetmans de la Commonwealth polonesa-lituana van continuar mantenint els seus propis guardaespatlles d'haiducs amb librea, fins ben entrat el segle xviii com una mena de retrocés al passat, tot i que ara poques vegades s'utilitzaven com a tropes de camp. A imitació d'aquests guardaespatlles, al segle xviii, els membres rics de la szlachta van contractar servents domèstics amb lliurea als quals anomenaven haiducs, creant així el significat del terme hajduk tal com s'entén generalment en polonès modern.

### Milícia Sèrbia (1718–39)
Els serbis van establir un exèrcit haiduc que donava suport als austríacs. L'exèrcit estava dividit en 18 companyies, en quatre grups. En aquest període, els obor-kapetans més notables van ser Vuk Isaković de Crna Bara, Mlatišuma de Kragujevac i Kosta Dimitrijević de Paraćin.

## Influència cultural
L'equip de futbol croat HNK Hajduk Split ; Els equips de futbol serbis Hajduk Kula, FK Hajduk Beograd, FK Hajduk Veljko i Hajduk Lion ; l'equip de futbol macedoni FK Hajduk - Vratnica ; el projecte de la música pop Haiducii i grups de música de gitanos romanesos com Taraful Haiducilor tenen noms que fan referència als haiduci. També deriven d'aquesta paraula els cognoms del personatge fictici George Washington Hayduke, inventat per Edward Abbey, l'actriu Stacy Haiduk, el defensor de la selecció de futbol dels Estats Units Frankie Hejduk, el davanter de l'equip nacional d'hoquei sobre gel de la República Txeca Milan Hejduk i el físic teòric montenegrí Dragan Hajduković.
El terme "haiduci" va ser utilitzat pel moviment de resistència romanès Haiducii Muscelului, entre 1947 i 1959, que es va oposar a l'ocupació soviètica i al govern comunista.

### En els acadèmics
A principis dels anys setanta, després de la publicació dels ja clàssics estudis sociològics Primitive Rebels and Bandits de l'historiador Eric Hobsbawm, els haiducs van començar a aparèixer a la literatura social i antropològica occidental. Hobsbawm va inventar el terme " bandit social " per descriure els proscrits que operen als límits de les societats rurals lluitant contra les autoritats i, de vegades, ajudant la gent normal. Sempre hi ha hagut un cert grau de fluïdesa en el seu estatus, per la qual cosa, tal com descriu John Koliopoulos en el seu estudi dels klephts grecs, Brigants amb una causa, els bandits de vegades canviaven de bàndol i començaven a actuar en nom de les autoritats per preservar la pau i suprimir el bandolerisme., i viceversa.
A partir de principis dels anys vuitanta, els estudis sociològics van començar narrant les històries d'haiducs, klephts, bandits, bandolers, proscrits, rebels i pirates a totes les parts del planeta, des d'Austràlia fins a la Xina republicana, els Balcans, el salvatge oest americà, Cuba i Mèxic.
Haiduc s'esmenta a la cançó "Dragostea Din Tei".

## Haiducs notables

### Albanès
- Çerçiz Topulli (1889–1915), figura important durant el Despertar Nacional albanès i heroi nacional albanès

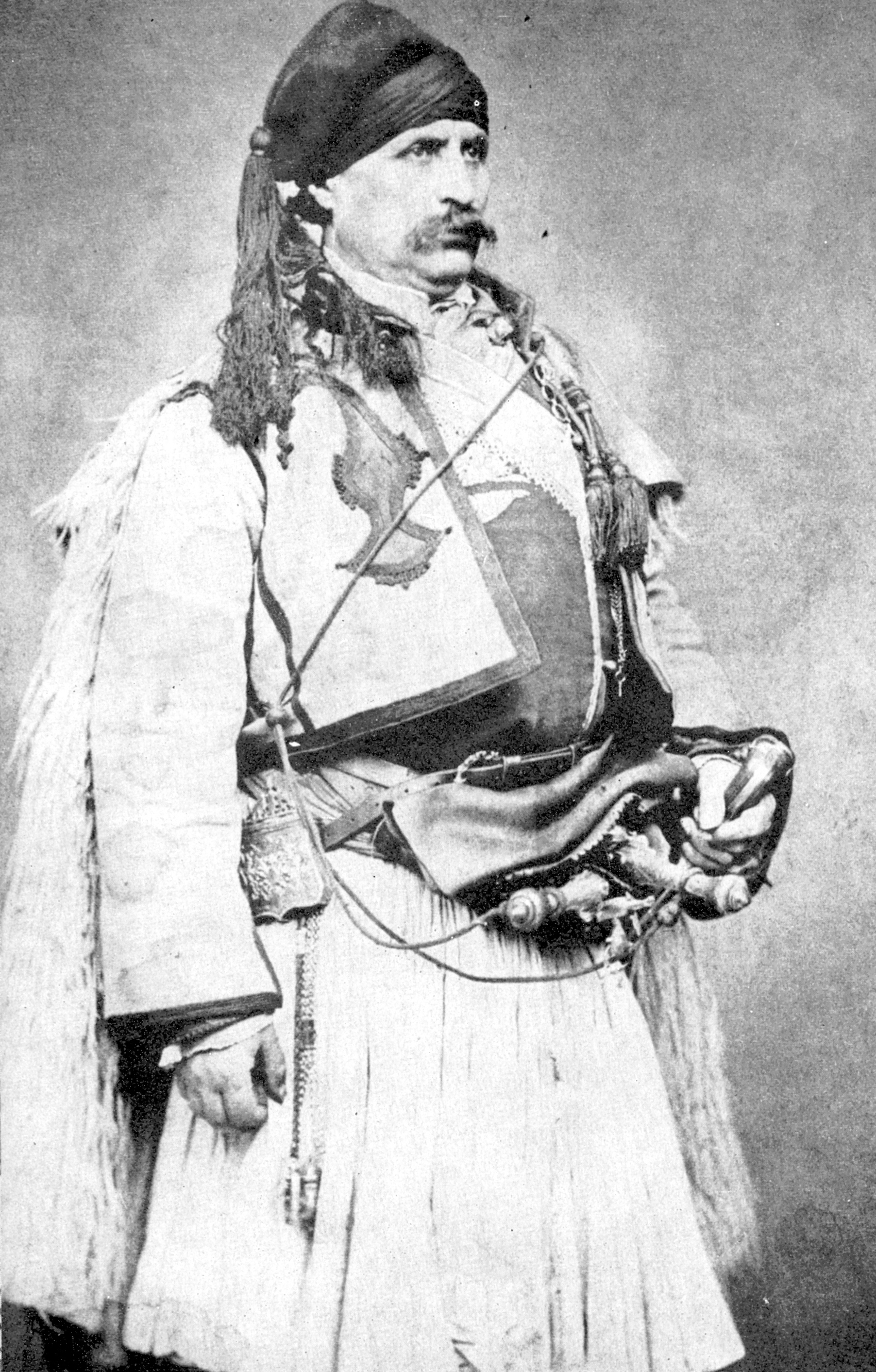
El macedoni búlgar Ilyo Voyvoda (1805–1898), conegut com "l'últim paller".

- Delyo (finals del segle XVII i principis del XVIII)
- Chavdar Voyvoda (segle xvi)
- Indzhe Voyvoda (c. 1755 - 1821)
- Ilyo Voyvoda (1805 (?) - 1898)
- Àngel Voyvoda (1812- c. 1864)
- Capità Petko Voyvoda (1844-1900)
- Panayot Hitov (1830-1918)
- Filip Totyu (1830-1907)
- Hadzhi Dimitar (1840-1868)
- Stefan Karadzha (1840-1868)
- Rumena Voyvoda (1829 - 1862 o 1895)

### Regió de Macedònia
- Karposh (actiu també a Tràcia i Moesia)

### Romanès
- Iancu Jianu (1787–1842), haiduc d'Oltènia, participant de l'aixecament de Valàquia
- Radu Șapcă (Popa Șapcă, fl. 1848–64), sacerdot i haiduc a Oltènia, participant a les revolucions de 1848 a Valàquia
- Pintea la Brava (Pintea Viteazul, d. 1703), rebel a la zona de Maramureș.
- Șaptecai (Anghel Panait)
- Andrii Popa (1790-1818)

### Grec
- Odysseas Androutsos (1788-1825)
- Markos Botsaris (1788-1823)
- Athanasios Diakos (1788-1821)
- Geórgios Karaïskákis (1782-1827)
- Antonis Katsantonis (c. 1775-1808)
- Theodoros Kolokotronis (1770-1843)
- Dimítrios Makrís (c. 1772 - 1841)
- Nikitas Stamatelopoulos (c. 1784-1849)

### Hongarès
- Juraj Jánošík (1688-1713)
- Angyal Bandi
- Jóska Sobri (1810-1837)
- Sándor Rózsa (1813-1878)

### Ucraïnès
- Ustym Karmaliuk (1787-1835)
- Ivan Gonta (1721-1768)
- Maksym Zalizniak (1740-1768)

### Txec, polonès i eslovac
- Juraj Jánošík (1688-1713)
- Ondráš
- Matěj Ondra z Leskovce

### Bosnià, croat, montenegrí i serbi

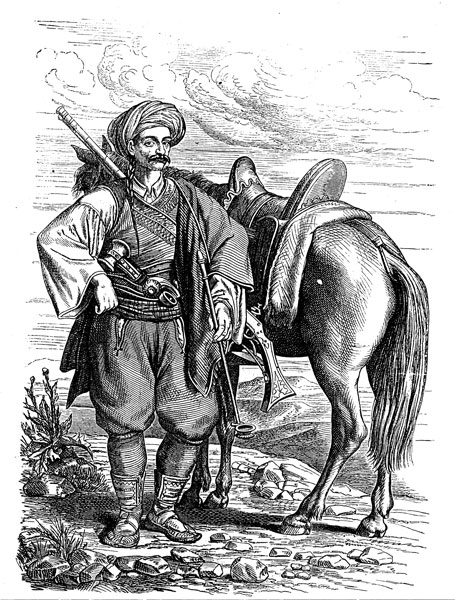
Harambaša de Dalmàcia al segle XIX.

- Starina Novak (década de 1530–1601), comandant de la guerrilla valaquia, antic camperol de Timok
- Ivo Senjanin (m. 1612), uskok croat dels Habsburg
- Mijat Tomić (1610–1656), líder de bandolers a la Bòsnia otomana
- Petar Mrkonjić (fl. 1645–69), guerriller croat empleat a Venecia
- Bajo Pivljanin (fl. 1669–85), líder guerriller empleat a Venecia
- Ilija Perajica (fl. 1685), líder guerriller empleat a Venecia
- Ivan Bušić Roša (1745–1783), líder de la guerrilla croata empleat a Venecia
- Stanislav Sočivica (1715–1776), líder de bandolers a la Bòsnia otomana
- Andrijica Šimić (1833–1905), rebel croat a Hercegovina
- Pecija (1826–1875), líder rebel a la Krajina de Bòsnia
- Stanoje Glavaš (1763-1815), comandant del Primer Aixecament Sèrbi
- Stojan Čupić (c. 1765 - 1815), comandant del Primer Aixecament Sèrbi
- Hajduk Veljko (c. 1780-1813), comandant del primer aixecament serbi
- Jovo Stanisavljević Čaruga (1897–1925), proscrit a Eslavònia
- Ivan Music[9] (1848–1888), duc d'Hercegovina, líder de l'aixecament contra els otomans.